# Claude-Antoine Prieur

Claude-Antoine Prieur

Claude-Antoine Prieur-Duvernois (* 2. Dezember 1763 in Auxonne, Département Côte-d’Or; † 11. August 1832 in Dijon) war Offizier, Wissenschaftler und ein Politiker während der Französischen Revolution. Um eine Verwechslung mit dem Politiker Pierre Louis Prieur de la Marne zu vermeiden, wurde er Prieur de la Côte-d’Or genannt.

## Leben
Claude Antoine Prieur-Duvernois wurde als Sohn eines Steuereinnehmers geboren. Er besuchte die Militärschule in Mézieres, an der Offiziere für das Geniekorps ausgebildet wurden.
Im September 1791 wurde Prieur vom Département Côte-d’Or in die Legislative gewählt. Er ergriff Partei für die Montagne und befasste sich mit Militärfragen. Die Legislative entsandte ihn nach dem Sturz der Monarchie (10. August 1792), gemeinsam mit Carnot, zur Rheinarmee, um den Truppen von den Pariser Ereignissen zu berichten und deren Billigung zu erhalten. 
Prieur wurde im September 1792 (erneut von seinem Heimatdepartement) in den Nationalkonvent gewählt und wirkte im Herbst 1792 als Repräsentant in Mission in den Departements Jura, Doubs und Ain. Er stimmte im Januar 1793 für den Tod Ludwigs XVI. und begleitete im Mai 1793 Romme nach Caën. Dort wirkten sie den föderalistischen Bestrebungen der Girondisten entgegen. 
Am 14. August 1793 wurde Prieur in den Wohlfahrtsausschuss gewählt. Er befürwortete, allerdings nur zeitbedingt, eine staatlich gelenkte Volkswirtschaft, die Bewaffnung des Volkes und die Ausübung des Terrors. Der fähige Pionieroffizier Prieur war im Wohlfahrtsausschuss für die Rüstungswirtschaft zuständig und überwachte die Arbeit der Gießereien, Waffenmanufakturen und Pulvermühlen. Er gründete am 1. Februar 1794 die „Sonderkommission für Waffen und Schießpulver“, deren Vollmacht sich nicht nur auf die Herstellung von Kanonen, Handfeuerwaffen oder Munition beschränkte, sondern auch den Bergbau einschloss. In einem Bergwerk bei Meudon (unweit von Paris) leitete Prieur mehrere Versuche mit dem Ziel, sowohl die Reichweite der Geschütze zu erhöhen als auch die Wirksamkeit der Sprengstoffe zu steigern. 
Nach dem Umsturz vom 9. Thermidor II (27. Juli 1794) zählte Prieur zu den Gründern der École polytechnique. Er wirkte führend an der Vereinheitlichung von Maßen und Gewichten mit, welche der Nationalkonvent endgültig am 24. März 1795 in Frankreich einführte. Von Oktober 1795 bis zum Frühjahr 1798 gehörte Prieur dem Rat der Fünfhundert an. Nach dem Staatsstreich des 18. Brumaire VIII (9./10. November 1799) zog sich der inzwischen zum Oberst beförderte Prieur aus dem politischen Leben zurück. Er wählte Dijon zu seinem Aufenthaltsort, wandte sich wissenschaftlichen Studien zu und wurde 1808 von Napoleon I. in den Grafenstand erhoben. Am 11. August 1832 verstarb Claude-Antoine Prieur-Duvernois in Dijon.